# 物產中大集團
物產中大集團股份有限公司（上交所：600704，简称：物产中大）为浙江省人民政府旗下重點企業，前身是1954年成立的浙江省人民政府物资供应局，后于1962年改名為浙江省物资局，1996年改制为集团公司，2007年与浙江中大集团股份有限公司合并，2016年完成混合所有制改革并实现整体上市。董事長為王挺革。現時業務為商贸流通、金融投资和高端实业等多元化業務。前身為「浙江省物產集團公司」。2011年起，连续位列财富世界500强企业，最新排名270位（2017年）。

## 主要成员企业
- 浙江物产实业控股（集团）有限公司
- 浙江物产金属集团有限公司
- 浙江物产元通汽车集团有限公司
- 物产中大云商有限公司（浙江中大集团国际贸易有限公司、浙江物产电子商务有限公司）
- 浙江物产国际贸易有限公司
- 浙江物产环保能源股份有限公司
- 浙江物产化工集团有限公司
- 浙江物产物流投资有限公司
- 物产中大欧泰有限公司
- 浙江物产融资租赁有限公司
- 物产中大集团财务有限公司
- 中大期货有限公司
- 中大金石集团有限公司
- 浙江中大集团投资有限公司
- 浙江石油化工交易中心有限公司
- 温州金融资产交易中心股份有限公司
- 浙江物产万信投资管理有限公司
- 浙江物产中大联合金融服务有限公司
- 物产中大医疗健康投资有限公司
- 浙江中大元通实业有限公司
- 物产中大公用环境投资有限公司
- 浙江物产长乐实业有限公司
- 浙江物产信息技术有限公司
- 浙江物产民用爆破器材专营有限公司

## 学校
- 浙江经济职业技术学院

## 外部連結
- 物产中大集团官网 （页面存档备份，存于）
- 物产云商 （页面存档备份，存于）
- 中大纺织 （页面存档备份，存于）